# 프랑크 힝켈만
프랑크 힝켈만(Frank Hinkelmann, 1967년 10월 23일 ~ )은 독일 출신의 루터교회 및 선교 역사학자이다. 2014년부터 유럽 복음주의 연맹(EEA)의 회장을 맡고 있으며, 2018년부터 마틴 부처 신학교(Martin Bucer Seminary)의 총장으로 재직 중이다.
힝켈만은 독일 라인란트팔츠주 쿠젤 출신으로, 독일과 인도네시아에서 성장하였으며, 1994년부터 오스트리아에 거주하고 있다. 그는 기센(Gießen)의 자유 신학 아카데미와 네덜란드 아펠도른 신학교(Apeldoorn)에서 신학을 전공하였고, 2014년 암스테르담 자유 대학교에서 오스트리아 복음주의 운동의 역사에 대한 연구로 박사 학위(PhD)를 취득하였다.
그는 1994년부터 국제 선교 단체인 오퍼레이션 모빌라이제이션(OM)에서 활동하고 있으며, 1998년부터 2007년까지 오스트리아 지부를, 2008년부터 2017년까지는 유럽 지역을 총괄하였다. 현재는 OM 국제 이사회 개발 담당으로 활동하고 있다. 힝켈만은 또한 오스트리아 복음주의 연맹의 회장을 역임하였으며, 현재 세계 복음주의 연맹(WEA) 국제 이사회의 부회장으로도 활동하고 있습. 그는 여러 학술 서적을 저술하였으며, 주요 연구 분야는 선교 역사, 복음주의 운동, 경건주의, 그리고 오스트리아의 교파 연구 등이다.

## 같이 보기
- 세계복음주의연맹